# Museumplein

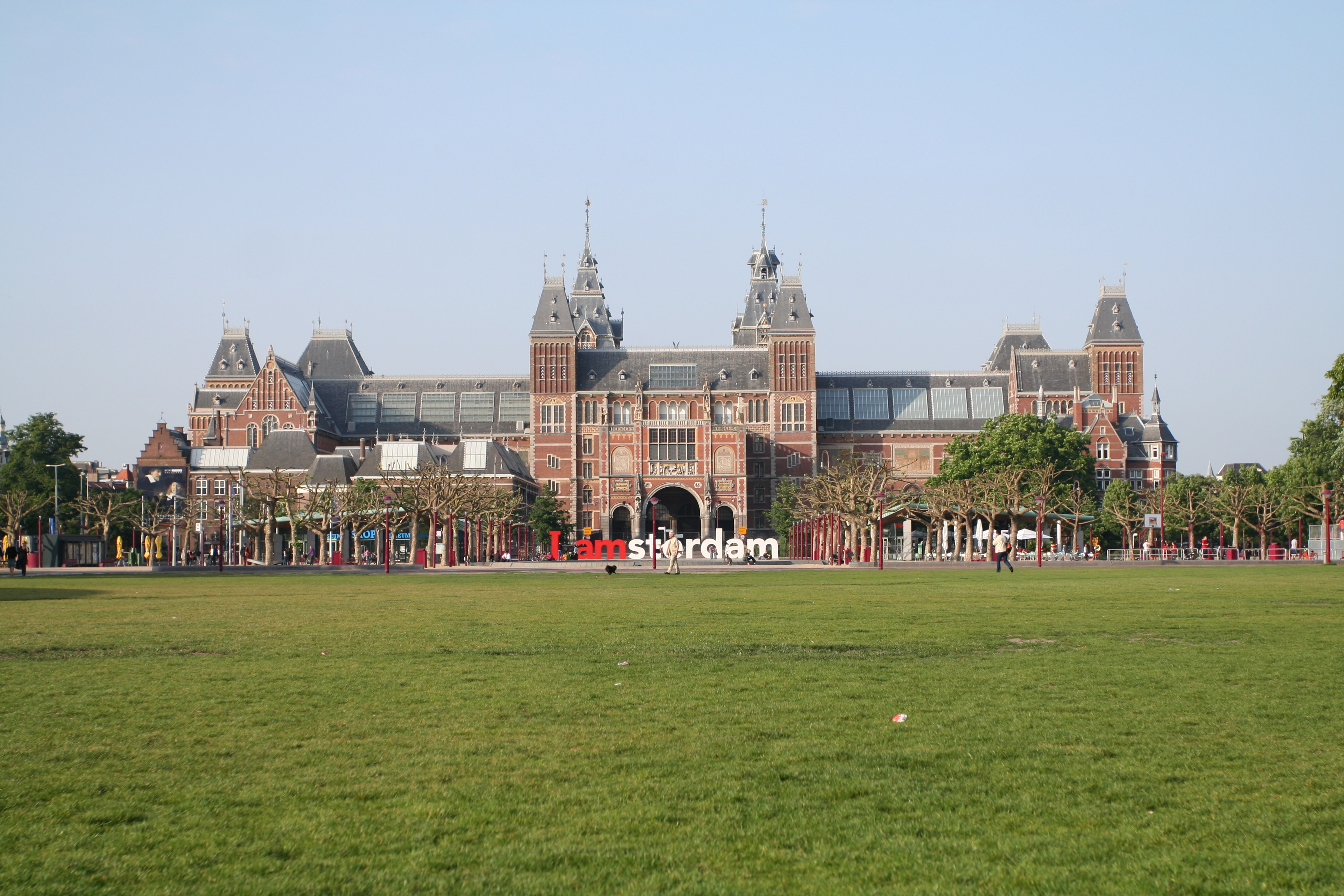
Museumplein in Amsterdam

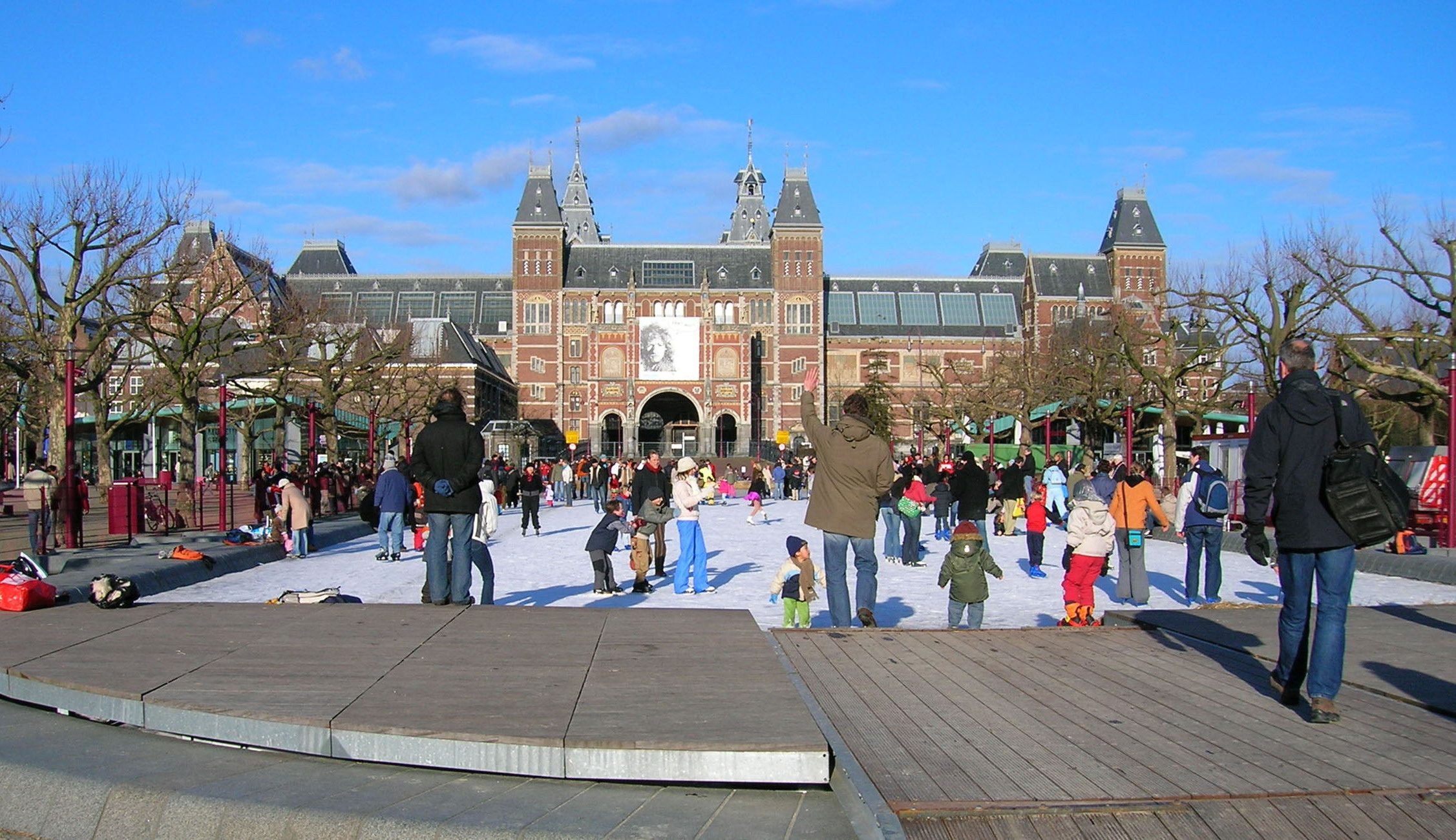
Schlittschuhfläche am Museumplein im Winter

Der Museumplein (deutsch Museumsplatz) ist ein Platz in Amsterdam.
Der Platz ist nach den Museen benannt, die sich um den Platz befinden: Stedelijk Museum, Van Gogh Museum, Diamantenmuseum in Amsterdam, Mocomuseum und Rijksmuseum. Auch das Concertgebouw (Konzertgebäude) liegt am Museumplein. Der Platz wurde nach Plänen des Landschaftsarchitekten Sven-Ingvar Andersson neu gestaltet. Unterhalb des Platzes befinden sich eine Tiefgarage und ein Supermarkt. Im Winter wird der Brunnen des Platzes in eine Schlittschuhfläche umgewandelt.
Im Osten des Platzes findet sich das Denkmal Vrouwen van Ravensbrück.
Der Museumplein ist ein beliebter Ort für Demonstrationen und Protestkundgebungen.

## Geschichte

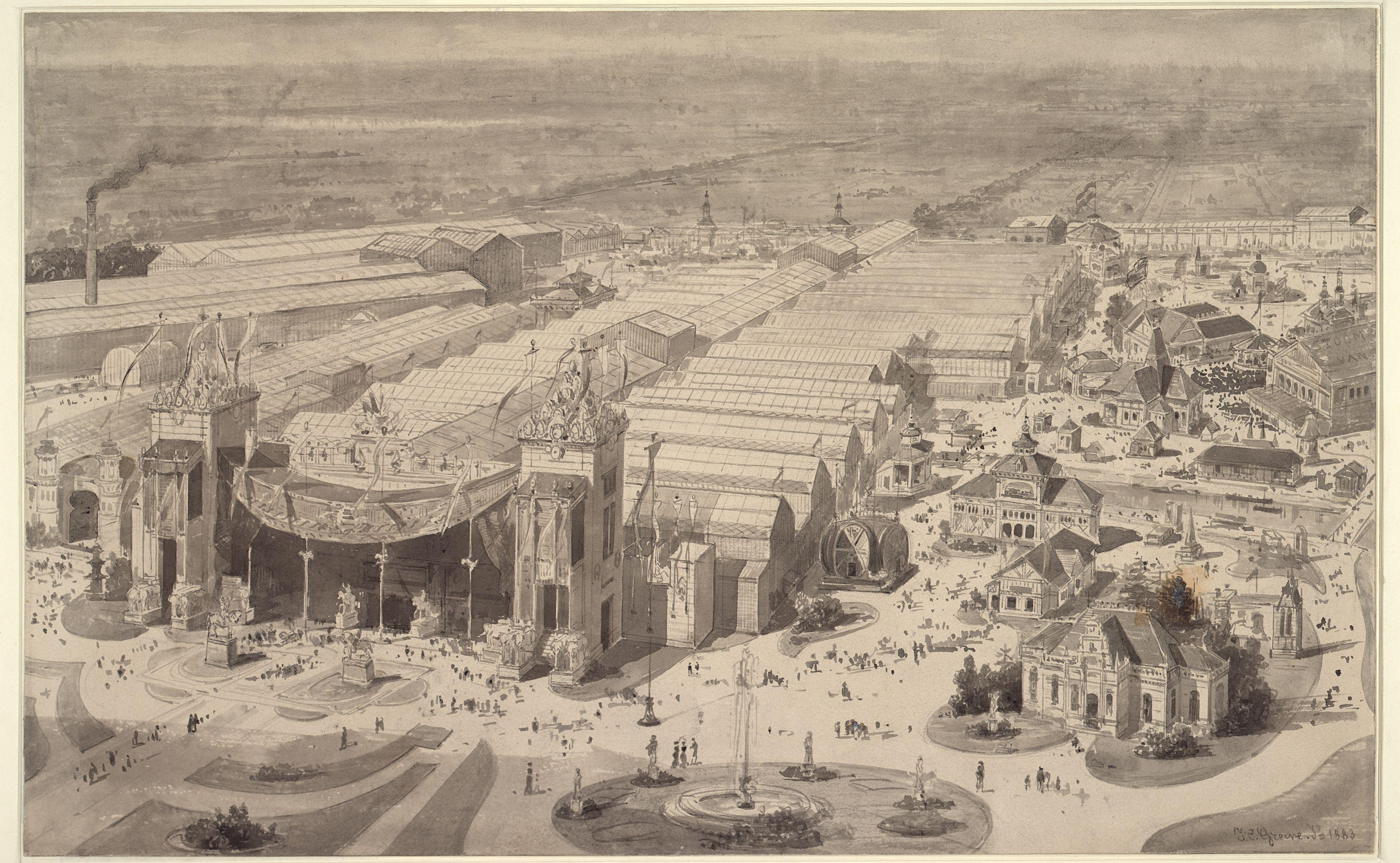
Internationale Weltausstellung auf dem Museumplein 1883

1883 fand auf dem Museumplein die Weltausstellung statt.

## Gebäude am Platz
- Concertgebouw
- Stedelijk Museum
- Van Gogh Museum
- Diamant Museum
- Rijksmuseum
- Konsulat der Vereinigten Staaten
- Mocomuseum